# كتيبة الشرطة 306
كتيبة الشرطة 306 (Polizeibattalion 306) عبارة عن تشكيل لشرطة النظام الألمانية (الشرطة النظامية) خلال العصر النازي. خلال الحرب السوفيتية الألمانية في 1941-1945، تم نشرها في المناطق التي تحتلها ألمانيا في الاتحاد السوفيتي، كجزء من قوات الأمن الألمانية النازية المكلفة بـ "قتال اللصوص". إلى جانب وحدات أخرى من قوات الأمن الخاصة والشرطة، شاركت في المحرقة وكانت مسؤولة عن ارتكاب جرائم واسعة النطاق ضد الإنسانية تستهدف السكان المدنيين.

## الخلفية والتكوين
كانت شرطة النظام الألمانية (الشرطة النظامية) أداة رئيسية لجهاز الأمن في ألمانيا النازية. خلال فترة ما قبل الحرب، تعاون كل من قائد قوات الأمن الخاصة هينريش هيملر وكورت داليج، قائد شرطة النظام، في تحويل قوة شرطة جمهورية فايمار إلى تشكيلات عسكرية جاهزة لخدمة أهداف النظام المتمثلة في الفتح والإبادة العرقية. تشكلت قوات الشرطة أولاً في تشكيلات بحجم الكتيبة لغزو بولندا، حيث تم نشرها لأغراض أمنية وشرطية، وكذلك المشاركة في عمليات الإعدام والترحيل الجماعي. 
تم تعيين 23 كتيبة من شرطة النظام للمشاركة في غزو الاتحاد السوفيتي عام 1941، عملية بارباروسا. تم ربط تسعة فرق أمنية للفيرماخت، ثلاثة لكل منطقة من مناطق مجموعة الجيوش الخلفية. تم تعيين كتيبتين لدعم أينزاتسغروبن، وفرق الموت المتنقلة التابعة لقوات الأمن الخاصة ومنظمة تودت، مجموعة البناء العسكرية.  كانت أهداف كتائب الشرطة هي تأمين المؤخرة من خلال القضاء على فلول قوات العدو، وحراسة أسرى الحرب، وحماية خطوط الاتصالات والمرافق الصناعية التي تم الاستيلاء عليها. كما تضمنت تعليماتهم، كما ذكر دالوج، «مكافحة العناصر الإجرامية، وقبل كل شيء العناصر السياسية». 

## التاريخ التشغيلي
خلال عام 1941، تمركزت كتيبة الشرطة 306 في لوبلين، بولندا المحتلة، حيث شملت مهامها إطلاق النار على أسرى الحرب السوفيت الذين تم تحديدهم كضباط سياسيين في الجيش الأحمر (مفوضين) ويهود.  أطلقت الكتيبة النار على الآلاف من السجناء. على سبيل المثال، بين 21 و 28 سبتمبر قتلت الوحدة أكثر من 6000 شخص في Stalag 359B.  في أكتوبر 1941، رفض الملازم Klaus Hornig [klaus hornig] تنفيذ أمر بإطلاق النار على أكثر من 700 سجين لأسباب قانونية وأخلاقية. تم تسريحه وحكم عليه في نهاية المطاف بموجب القانون النازي بتهمة «تقويض الروح المعنوية العسكرية».  غادرت الكتيبة لوبلين في 18 فبراير 1942.

## ما بعد
لم يتم الإعلان عن تنظيم الشرطة ككل منظمة إجرامية من قبل الحلفاء، على عكس قوات الأمن الخاصة. كان أعضاؤها قادرين على إعادة الاندماج في المجتمع إلى حد كبير دون تحرش، مع عودة الكثيرين إلى وظائف الشرطة.  